# Bataille de Chouchi (2020)
Pour les articles homonymes, voir Bataille de Chouchi (1992).
Guerre de 2020 au Haut-Karabagh
La bataille de Chouchi (azéri : Şuşa döyüşü ou Şuşa uğrunda döyüş ; arménien : Շուշիի ճակատամարտ , romanisé : Shushii chakatamart), désignée par les Azerbaïdjanais sous le nom de libération de Choucha (azerbaïdjanais : Şuşanın azad edilməsi) et d'opération Choucha (azerbaïdjanais : Şuşa əməliyyatı), est une bataille menée entre les forces armées de l'Azerbaïdjan et le Haut-Karabagh, soutenue militairement par l'Arménie, pour le contrôle de la ville de Chouchi durant la guerre de 2020 au Haut-Karabagh.

## Le contexte
Chouchi, et le terrain montagneux environnant, est l'un des endroits les plus stratégiquement importants dans la région contestée du Haut-Karabakh, et est généralement appelé le «cœur battant» de la région. Jusqu'au milieu du XIXe siècle, la ville était considérée comme le centre culturel et politique de la population azerbaïdjanaise régionale, tandis que pour les Arméniens, Chouchi a également une signification religieuse, car elle abrite la cathédrale Ghazanchetsots, qui était le siège du diocèse d'Artsakh (en) de l'Église apostolique arménienne jusqu'à la fin de la guerre, et la ville avait servi de colonne vertébrale défensive dans le Haut-Karabakh, reliant la capitale, Stepanakert, à la ville de Goris en Arménie via le corridor de Latchine. La ville a été capturée par les forces armées arméniennes en 1992, pendant la première guerre du Haut-Karabakh et sa population, principalement azerbaïdjanaise, en a été expulsée,.
Au delà de son importance politique, culturelle et historique, le territoire contrôlé par cette ville constitue une zone tampon défensive pour Stepanakert, capitale de la République d'Artsakh autoproclamée, soutenue par l'Arménie, et un point défensif important le long du corridor de Latchine, un col et une route reliant l'Arménie au Haut-Karabakh,.

## Déroulement
L'armée azerbaïdjanaise capture tout d'abord la ville d'Hadrout (en) à la mi-octobre 2020. Les forces azerbaïdjanaises avancent alors plus au nord et entrent dans le raion de Chouchi, à travers ses forêts et ses cols de montagne. Bien que Chouchi soit bombardée depuis le début du conflit, la bataille pour la prise de la ville n'éclate que le 29 octobre. L'Azerbaïdjan prend le contrôle du village d'Avetaranots, ainsi qu'une partie de la route stratégique reliant Chouchi à Latchine, le 4 novembre. Les forces arméniennes ferment alors la route aux civils. Le Monde rapporte que la bataille a tourné en faveur de l'Azerbaïdjan le 6 novembre, malgré un démenti du Haut-Karabakh, après une série d'incursions nocturnes qui fragilisent les défenses de la ville.
Les forces spéciales azerbaïdjanaises, escaladant les falaises rocheuses de la ville, mal surveillées, entrent dans Chouchi le 7 novembre. La suite est une bataille urbaine, progressant bâtiment par bâtiment. Les Azerbaïdjanais, possèdent une puissance de feu plus forte et chassent les Arméniens de la ville. D'un coté, les soldats Karabaghtsis sont équipés de fusils automatiques et de pièces d'artillerie datant du conflit des années 1990. De l'autre, l'armée azerbaïdjanaise utilise des armes de précision à longue portée et des drones récents tels que le drone de combat turc Bayraktar TB2 ou l'IAI Harop israélien, un drone suicide.
Le 9 novembre, le président de l'Azerbaïdjan Ilham Aliyev déclare que les forces azerbaïdjanaises ont pris le contrôle de Chouchi. Le même jour, l'Arménie refuse de le reconnaître. Le lendemain, le ministère azerbaïdjanais de la Défense diffuse une vidéo prise sur place confirmant le contrôle totale de la ville. Le bureau présidentiel du Haut-Karabagh confirme alors que ses forces armées ont perdu le contrôle de Chouchi. Cela est plus tard contredit par des déclarations du premier ministre arménien Nikol Pachinian et du ministère arménien de la Défense (en). À la suite de la signature de l'accord de cessez-le-feu, le président du Haut-Karabagh, Arayik Haroutiounian réitère qu'il a perdu le contrôle de la ville le 7 novembre, et Nikol Pachinian admet également la perte de la ville. 
Donnant à l'Azerbaïdjan une supériorité stratégique, la capture de Chouchi est un moment décisif dans la guerre, laissant alors la capitale du Haut-Karabagh, Stepanakert, à la merci d'une attaque directe et rapide.